# Peter Ravn
Peter Ravn (ur. 16 marca 1962 w Bogense) – duński żużlowiec.

## Życiorys
Dwukrotnie startował w finałach indywidualne mistrzostwa świata juniorów, w 1981 w Slanach zajmując XI miejsce, natomiast w 1982 r. w Pocking zdobywając brązowy medal. Dwukrotnie kwalifikował się do finałów indywidualnych mistrzostw świata, w latach 1983 (Norden) i 1987 (Amsterdam), za każdym razem będąc zawodnikiem rezerwowym. Dwukrotnie wystąpił w reprezentacji Danii podczas finałów drużynowych mistrzostw świata (Vojens 1983, Leszno 1984), w obu przypadkach zdobywając złote medale. W 1991 r. zdobył we Fredericii brązowy medal indywidualnych mistrzostw Danii.